# Холл, Джек (футболист, 1912)
Джон Холл (англ. John Hall; 23 октября 1912 — август 2000), более известный как Джек Холл (англ. Jack Hall) — английский футболист, вратарь.

## Футбольная карьера
Выступал за «Ньютон Хит Локо». В сентябре 1932 года перешёл в «Манчестер Юнайтед», выступавший во Втором дивизионе. Дебютировал в составе «Юнайтед» 30 сентября 1933 года в матче против «Олдем Атлетик». В сезоне 1935/36 помог клубу выиграть Второй дивизион и выйти в Первый дивизион. Всего сыграл за клуб 73 матча. В июне 1936 года перешёл в лондонский клуб «Тоттенхэм Хотспур».
В дальнейшем играл за «Тоттенхэм», «Стейлибридж Селтик» и «Ранкорн», а также ряд других клубов в военное время.

## Достижения
Манчестер Юнайтед
- Чемпион Второго дивизиона: 1935/36